# Пражки часовник
Пражкият часовник (на чешки: Pražský orloj) е астрономически часовник на южната фасада на сградата на общината на Прага на площад Староместки намести.
Монтиран през 1410 година, Пражкият часовник е третият астрономичен часовник в света и най-старият, който функционира и днес.

## Описание
Часовникът е монтиран на южната стена на сградата на старото кметство, намиращо се в квартал Старе место на Прага. Механизмът на часовника е съставен от 3 части:
- астрономична скала, посочваща положението на Слънцето и Луната в небосвода, както и други астрономични мерки;
- „Разходката на Апостолите“, която на всеки кръгъл час изобразява фигурки на Дванадесетте апостоли и други същества, най-забележимо сред които е това на Смъртта (представена като скелет), „посичаща“ времето;
- календарна скала с медальони, представящи месеците.

## Легенда
Според местна легенда градът ще страда, ако часовникът бъде занемарен, което би подложило функционалността му под угроза. Ако това се случи, се вярва, че призрак, монтиран в часовника, ще кимне с глава като знак. Според легендата единствената надежда за града в този случай ще е момче, родено през Новогодишната нощ.